# Tour de Lombardie 1980
La 74e édition du Tour de Lombardie a eu lieu le 18 octobre 1980. Elle a été remportée par le Belge Alfons De Wolf (Boule d'Or-Sunair-Colnago). Il est suivi dans le même temps par l'Italien Alfredo Chinetti (Inoxpran) et par le Belge Ludo Peeters (IJsboerke-Warncke Eis).

## Équipes
| Équipes professionnelles (11)- Boule d'Or-Sunair-Colnago - Inoxpran - IJsboerke-Warncke Eis - Peugeot-Esso-Michelin - Gis Gelati - La Redoute-Motobécane - Bianchi-Piaggio - Hoonved-Bottecchia - San Giacomo-Benotto - Famcucine-Campagnolo - Eurobouw-Cambio Rino |
| |

## Classement final
La course a été remportée par le Belge Alfons De Wolf (Boule d'Or-Sunair-Colnago). Il est suivi dans le même temps par l'Italien Alfredo Chinetti (Inoxpran) et par le Belge Ludo Peeters (IJsboerke-Warncke Eis).
| \| Classement général \| Classement général \| Classement général \| Classement général \| Classement général \| \| Coureur \| Coureur \| Pays \| Équipe \| Temps \| \| ------------------ \| ---------------------- \| ------------------ \| -------------------------- \| ------------------ \| \| 1er \| Alfons De Wolf \| Belgique \| Boule d'Or-Studio Casa \| 7 h 08 min 00 s \| \| 2e \| Alfredo Chinetti \| Italie \| Inoxpran \| + 0 s \| \| 3e \| Ludo Peeters \| Belgique \| IJsboerke-Warncke Eis \| + 0 s \| \| 4e \| Theo de Rooij \| Pays-Bas \| IJsboerke-Warncke Eis \| + 1 min 25 s \| \| 5e \| Hennie Kuiper \| Pays-Bas \| Peugeot-Esso-Michelin \| + 1 min 25 s \| \| 6e \| Roberto Ceruti \| Italie \| Gis Gelati \| + 1 min 25 s \| \| 7e \| Jean-Luc Vandenbroucke \| Belgique \| La Redoute-Motobécane \| + 2 min 32 s \| \| 8e \| Silvano Contini \| Italie \| Bianchi-Piaggio \| + 2 min 32 s \| \| 9e \| Wladimiro Panizza \| Italie \| Gis Gelati \| + 2 min 32 s \| \| 10e \| Mario Beccia \| Italie \| Hoonved-Bottecchia \| + 3 min 20 s \| \| 11e \| Graham Jones \| Royaume-Uni \| Peugeot-Esso-Michelin \| + 7 min 58 s \| \| 12e \| Francesco Masi \| Italie \| Mobili San Giacomo-Benotto \| + 7 min 58 s \| \| 13e \| Ferdi Van Den Haute \| Belgique \| La Redoute-Motobécane \| + 9 min 57 s \| \| 14e \| Corrado Donadio \| Italie \| Famcucine-Campagnolo \| + 9 min 57 s \| \| 15e \| Jacques Bossis \| France \| Peugeot-Esso-Michelin \| + 9 min 57 s \| \| 16e \| Pascal Simon \| France \| Peugeot-Esso-Michelin \| + 10 min 17 s \| \| 17e \| Yvan Lamote \| Belgique \| Eurobouw-Cambio Rino \| + 17 min 00 s \| |                        |             |                            |                 |
| |                        |             |                            |                 |
| Sources : ProCyclingStats Cycling Archives |                        |             |                            |                 |
| Classement général |                        |             |                            |                 |
| Coureur | Coureur                | Pays        | Équipe                     | Temps           |
| 1er | Alfons De Wolf         | Belgique    | Boule d'Or-Studio Casa     | 7 h 08 min 00 s |
| 2e | Alfredo Chinetti       | Italie      | Inoxpran                   | + 0 s           |
| 3e | Ludo Peeters           | Belgique    | IJsboerke-Warncke Eis      | + 0 s           |
| 4e | Theo de Rooij          | Pays-Bas    | IJsboerke-Warncke Eis      | + 1 min 25 s    |
| 5e | Hennie Kuiper          | Pays-Bas    | Peugeot-Esso-Michelin      | + 1 min 25 s    |
| 6e | Roberto Ceruti         | Italie      | Gis Gelati                 | + 1 min 25 s    |
| 7e | Jean-Luc Vandenbroucke | Belgique    | La Redoute-Motobécane      | + 2 min 32 s    |
| 8e | Silvano Contini        | Italie      | Bianchi-Piaggio            | + 2 min 32 s    |
| 9e | Wladimiro Panizza      | Italie      | Gis Gelati                 | + 2 min 32 s    |
| 10e | Mario Beccia           | Italie      | Hoonved-Bottecchia         | + 3 min 20 s    |
| 11e | Graham Jones           | Royaume-Uni | Peugeot-Esso-Michelin      | + 7 min 58 s    |
| 12e | Francesco Masi         | Italie      | Mobili San Giacomo-Benotto | + 7 min 58 s    |
| 13e | Ferdi Van Den Haute    | Belgique    | La Redoute-Motobécane      | + 9 min 57 s    |
| 14e | Corrado Donadio        | Italie      | Famcucine-Campagnolo       | + 9 min 57 s    |
| 15e | Jacques Bossis         | France      | Peugeot-Esso-Michelin      | + 9 min 57 s    |
| 16e | Pascal Simon           | France      | Peugeot-Esso-Michelin      | + 10 min 17 s   |
| 17e | Yvan Lamote            | Belgique    | Eurobouw-Cambio Rino       | + 17 min 00 s   |